# 마일즈 장비

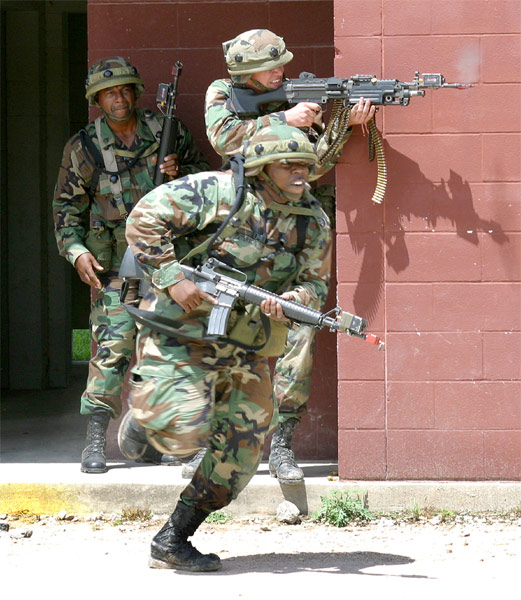
마일즈 장비를 장착하고 훈련에 임하는 미국 육군 병사들

마일즈 장비(Multiple Integrated Laser Engagement System, MILES 裝備)는 레이저 발사기와 감지기를 이용해 실제 교전과 같은 모의 군사훈련을 가능하도록 해주는 장비이다.
레이저 발사기를 장착한 화기로 공포탄을 발사하면 진동을 감지한 발사기에서 레이저가 나가는데, 이것이 레이저 감지기를 착용하고 있는 병력 및 장비에 명중되면 사망, 부상, 파괴, 기동불능 등의 판정이 나온다. 이렇게 인명 및 장비 피해 없이 실전과 같은 상황을 모의할 수 있는 것이 마일즈 장비의 특징이다. 마일즈 장비를 활용한 훈련에서는 주로 가상 적군인 대항군을 운용하여 훈련의 실전성을 제고한다.

## 같이 보기
- 군사연습
- 대항군